# Monique Hennagan
Monique Hennagan, ameriška atletinja, * 26. maj 1976, Columbia, Južna Karolina, ZDA.
Nastopila je na poletnih olimpijskih igrah v letih 2000 in 2004, obakrat je osvojila naslov olimpijske prvakinje v štafeti 4×400 m, leta 2004 pa še četrto mesto v teku na 400 m. Na svetovnih dvoranskih prvenstvih je osvojila bronasti medalji v letih 1999 in 2003 v štafeti 4x400.